# Simón Bolívar
Simón Bolívar (Caracas, 24. srpnja 1783. – kraj Santa Marte, Kolumbija, 17. prosinca 1830.), vojskovođa i državnik. Punim imenom i prezimenom: Simón José Antonio de la Santísima Trinidad Bolívar Palacios y Blanco.
Bio je borac za nezavisnost Južne Amerike. Školovao se u Španjolskoj i Francuskoj. Pridružio se 1808. hunti, koja je formirala u Venezueli vezu s Napoleonovom invazijom u Španjolskoj te je kao njezin zastupnik otputovao u London. Vrativši se predložio je da se Venezuela proglasi nezavisnom, što je skupština 5. srpnja 1811. prihvatila. Pobijeđen od španjolskih snaga napustio je Venezuelu i povukao se u Novu Granadu (današnja Kolumbija), gdje je pobijedio španjolske trupe u više bitaka. U trogodišnjem ratu za oslobođenje Južne Amerike prešao je Ande, ujedinio Ekvador, Novu Granadu i Venezuelu pod imenom Republika Kolumbija, a 1824. oslobodio Peru. Proglašen je ocem, spasiteljem i osloboditeljem domovine (Libretador de la patria) i izabran za prvog predsjednika Kolumbije i prvog predsjednika Gornjeg Perua, nazvanog po njemu Bolivija. Osumnjičen je da se želi proglasiti monarhom i primoran na abdikciju 1830. godine i umire od tuberkuloze kasnije iste godine. Težio je ujedinjenju južnoameričkih zemalja u neovisnu i jaku državu, ali mu se san nije ostvario jer se već 1830. godine Venezuela proglasila neovisnom republikom, a uskoro zatim učinile su to isto Bolivija i Ekvador.
Unatoč neostvarenju njegova sna Bolívara i danas u Južnoj Americi zovu Osloboditeljem domovine (Libertador de la Patria) i George Washington Južne Amerike. Uspomena na njega i njegovo djelo živi u mnogobrojnim spomenicima diljem Južne Amerike te u imenu države Bolivije (nekadašanji Gornji Peru) i nazivu venezuelskog novca - bolivar.